# Daïra de Dahmouni
La daïra de Dahmouni est une circonscription administrative de la wilaya de Tiaret. Son chef lieu est la commune éponyme de Dahmouni.

## Communes
- Dahmouni (chef-lieu)
- Aïn Bouchekif